# Manifestacions de les Armilles Grogues
Les manifestacions de les armilles grogues (Mouvement des gilets jaunes en francès) és un moviment de protesta que va començar a França el 17 de novembre de 2018 i es va estendre amb molt menys èxit a altres països com ara a Bèlgica. El moviment es va generar arran d'una petició en línia "Pour une Baisse des Prix du Carburant à la Pompe" al web Change.org, llançada per Priscillia Ludosky el 29 de maig de 2018, que reclamava una disminució de les taxes sobre la benzina.

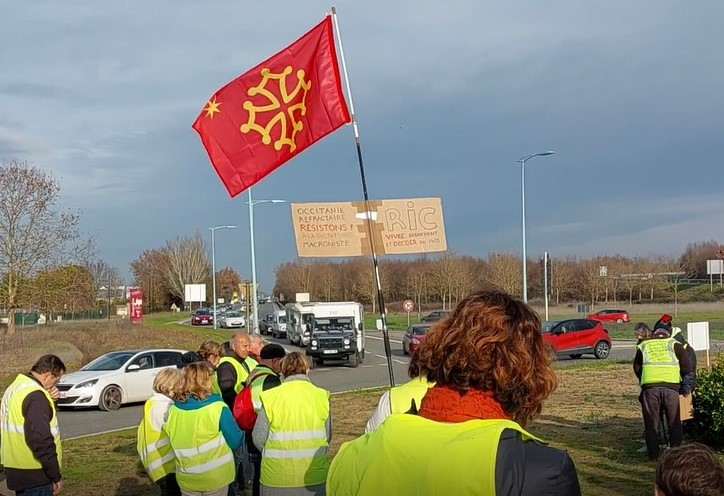
Bloqueig de carreteres de les Armilles Grogues a Montalban, en Occitania

Després de l'èxit de la petició els armilles grogues van blocar carreteres i van causar caos en el trànsit. Les manifestacions van sorgir de la ràbia dels ciutadans per l'alça en els preus i les taxes dels carburants.
El dissabte 24 de novembre de 2018 les manifestacions es van estendre fins a arribar al centre mateix de París, amb forts enfrontament amb la policia durant hores, amb llançament per part dels manifestants de pedres i coets contra la policia i aquesta utilitzant gas lacrimogen i canons d'aigua, a fi de dispersar-los.
Les mobilitzacions del moviment Armilles Grogues es mantingueren al llarg del 2019 amb el bloqueig de carreteres i les protestes al centre de les ciutats els dissabtes, malgrat les promeses del govern d'Emmanuel Macron, la criminalització del moviment, l'augment de la violència policial amb nombroses detencions i persones ferides i el desplegament de l'exèrcit.
Segons el filòsof Jaques Rancière, la «lògica» de les revoltes fou la injustícia global viscuda que es transformà en un exercici democràtic de base: l'acció col·lectiva que declara i verifica la capacitat de qualsevol a l'hora de formular les preguntes en un pla d'igualtat.